# Hyproglow
Hyproglow war eine Alternative-Metal-Band aus dem Ruhrgebiet.

## Geschichte
Gegründet wurde Hyproglow 1998. Nach zahlreichen Konzerten in lokalen Jugendzentren erspielte sich die Band einen überregionalen Bekanntheitsgrad, der 2006 und 2007 in Support-Tourneen für Ill Niño und Soulfly gipfelte. Nach zahlreichen Besetzungswechseln, insbesondere nach 2007, existiert die Band in der aktuellen Besetzung keine 2 Jahre. 2010 nahm die Band ihr Debütalbum Come Back to Life auf, welches von Joey Z, dem Gitarristen von Life of Agony, gemastert wurde. Im gleichen Jahr tourten sie mit internationalen Szenegrößen wie Avenged Sevenfold, Life of Agony, Anthrax, Ill Niño, Panic Cell und Gojira. Anfang 2012 hat sich die Band aufgelöst.

## Diskografie
- 2006: On Top of the World
- 2009: Another Way Demo EP
- 2010: Come Back to Life